# カキューン!!
『カキューン!!』は、2010年4月から2012年3月まで関西テレビ放送で編成していた深夜バラエティ番組の単発特別番組枠。全94回。2011年4月21日から2012年3月29日までは深夜バラエティ番組枠『ヨルパチーノ』の木曜日後半パートで放送されていた。

## 概要
単発企画のバラエティ番組が主に2週にわたって放送される（1作＝30分×2回）。2012年の作品はすべて1週（60分×1回）。年度別に第1-48回（2010年4月13日 - 2011年3月31日）を1stシリーズ、第49-94回（2011年4月21日 - 2012年3月29日）を2ndシリーズと位置付けている。
多くのローカル局（おもにフジテレビ系列）で単発番組として放送されている。2011年5月からテレビ新広島、同年10月から岡山放送・サガテレビ、2012年4月から仙台放送でレギュラーネットされた。キー局のフジテレビでは地上波での放送は1度もないが、同局のCS放送・フジテレビONEで1度だけ放送されたことがある（後述）。当番組終了後、関西テレビ深夜バラエティの単発特別番組枠は、2012年4月スタートの「ヨルスパ!」に引き継がれる形となった。
番組スタッフは作品ごとに異なる。好評を博した作品は、『ヨルパチーノ』木曜日1部枠で3ヶ月間の期間限定でレギュラー放送化（#昇格番組）されたり、別枠で単発特別番組化された（#特別番組）。2010年大晦日の深夜（年明け）には再放送3作品をまとめた特別番組「オールナイト カキューン!!」が放送された。

## 放送時間

### 1stシリーズ
- 火曜日 24:35 - 25:05 （2010年4月13日 - 2010年9月28日）
- 木曜日 24:35 - 25:05 （2010年10月7日 - 2011年3月31日）

### 2ndシリーズ
- 木曜日 25:00 - 25:30 （2011年4月21日 - 2011年12月22日）
- 木曜日 25:05 - 25:58 （2012年1月12日 - 2012年3月29日）

## タイトルアニメ
番組オープニングで毎回1本がローテーションで流れる（各5秒）。番組公式サイトでも公開。2ndシリーズから新バージョンとなる。
- 原案・原画：とり・みき
- CGアニメ：そうまあきら
- 声：藤本景子

1stシリーズ
- 全4作 - 「壁編」・「鼻編」・「名刺編」・「自販機編」

2ndシリーズ
- 全6作 - 「ナスカの地上絵編」・「踏切編」・「Tバック編」・「アイスキャンデー編」・「ADカンペ編」・「混浴温泉編」

## 放送リスト
※略語：ナレ=ナレーション、D=ディレクター、CD=チーフD、PD=プロデューサー

## 昇格番組
- 『妄想ガールズコレクション』 2011年4月21日 - 6月30日（木）24:35 - 25:00

#32,33「三羽ガラスPresents 妄想ガールズコレクション」が期間限定でレギュラー放送化。
- 『ブラっと嫉妬』 2011年7月7日 - 9月29日（木）24:35 - 25:00

#24,25「THIS IS 嫉妬」が期間限定でレギュラー放送化。
- 『頭脳回転ずしQ兵衛』 2012年10月22日 - 12月10日（月）19:00 - 19:55

#89「雑学クイズバラエティ 廻れ! くくり寿司」が期間限定でレギュラー放送化。

## 特別番組
- 『オールナイト カキューン!!』 2010年12月31日（金）26:45 - 29:44

“傑作選”として以下の既出3作品を一挙放送。#26・27「メイメイSHOW」、#28・29「アリガチ」、#15・16「ブッチャケ!女子会」
- 『THIS IS 嫉妬 〜山崎・有吉・小木ジャクソンがあけましておめでポーーッ!!SP〜』 2011年1月3日（月）24:45 - 25:45

前回放送（#24,25）が当枠で歴代最高視聴率の好評を受けて、新春60分SPとして放送されたスピンオフ作品。
- - 出演：山崎弘也、有吉弘行、小木博明、ゲスト：武田修宏、デーブ・スペクター、出川哲朗、千秋、狩野英孝、ナレーション：三村ロンド
  - スタッフ：構成：樅野太記、ビル坂恵、ディレクター：小林剛、犬飼義啓、プロデューサー：澤田芳博（関西テレビ）、大内登、制作協力：K-max
  - 放送局：テレビ静岡、岡山放送、テレビ西日本（以上同時ネット）、北海道文化放送（2011年1月14日25:50-26:50）、テレビ新広島（2011年3月31日25:05-26:05）
- 『東野劇団ダイコン チャレンジが大好きです』 2011年8月21日（土）24:40 - 25:55

前回放送（#13,14）から約1年ぶりに復活。コンセプトは前作同様でアドリブによるドラマ、漫才、マラソントークが披露された。
- - 出演：東野幸治、桂三度、中川家、アジアン、友近、浅越ゴエ、ナレーション：小原雅人
  - スタッフ：演出：並木慶、D：扇山篤司、上原太志、佐久間俊輔、構成：松本真一、PD：澤田芳博、中澤晋弥、礒田裕子、制作協力：吉本興業、BACK-UP MEDIA
  - 放送局：テレビ愛媛（2011年10月30日16:00-17:25）、テレビ新広島（2012年5月4日27:45-29:00）
- 『宮根誠司の青春ソング♪〜ボクの憧れスター〜』 2012年1月2日（月）9:00 - 10:30

正月特番。「宮根誠司の時空カフェ」（#60,61）の派生作品。宮根の青春時代の“憧れスター”をゲストに迎えてトーク、生歌を披露してもらう。
- - 出演：宮根誠司、石川さゆり、石川ひとみ、世良公則、円広志（VTRゲスト）、ナレーション：豊田康雄
  - スタッフ：構成：二宮一泰、村井聡之、ほし友実、制作協力：Dmark、D：片平論、市井義彦、磯野靖夫、AP：柴垣早智子、PD：中地浩之（Dmark）、演出・PD：近藤兵衛、CP：高島公美
  - 放送局：テレビ大分（2012年1月7日9:55-11:25）

## スタッフ
- 制作・制作協力：メディアプルポ、八峯テレビ、D-REC、リーライダーす、クラッチ.、SSSystem、オフィスりぷる、Eフラットプロモーション、東通企画、フリーマン、K-max、POWER STATION、ブリッジ、アルチザン、戯音工房、イングス、Aチャンネル、イースト・エンタテインメント、begin、Dmark、IVSテレビ制作、元気な事務所、ホリプロ、クリエイティブ30、テレバイダー、サーティー・フレーム、D:COMPLEX、よしもとCA、ユーコム、トップシーン、ホームラン製作所、ワタナベエンターテインメント

## DVD
- 『みうらじゅんの思春期こじらせバラエティ 青春カタルシス』（2011年11月4日、TCエンタテインメント）

#51-53「思春期こじらせバラエティ 青春カタルシス」をDVD化。発売を記念して#51,52が関西テレビで再放送された（2011年8月20日（土）25:35 - 26:05、10月16日（日）26:10 - 26:40）。